# Guarará
Guarará é um município brasileiro do estado de Minas Gerais. Sua população estimada em 2022 era de 3.149 habitantes.

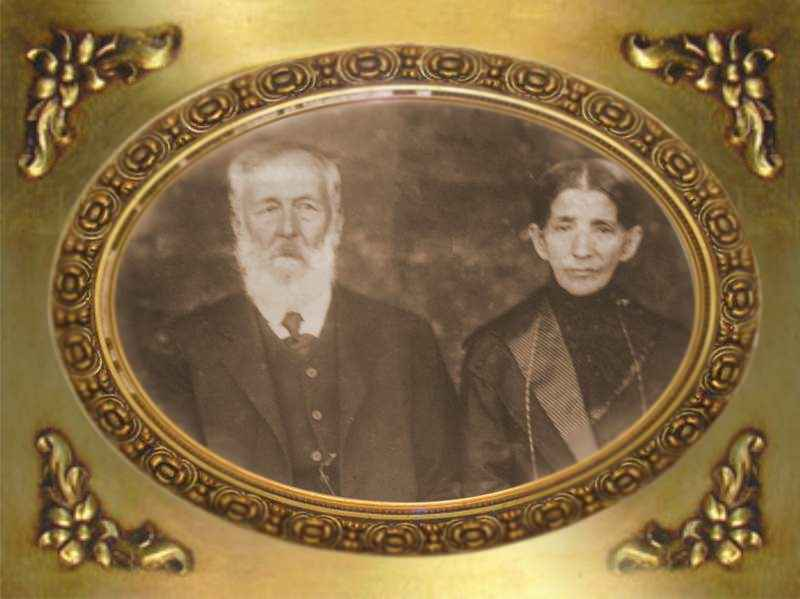
O Capitão Domingos Ferreira Marques e a esposa Dona Feliciana Francisca Dias

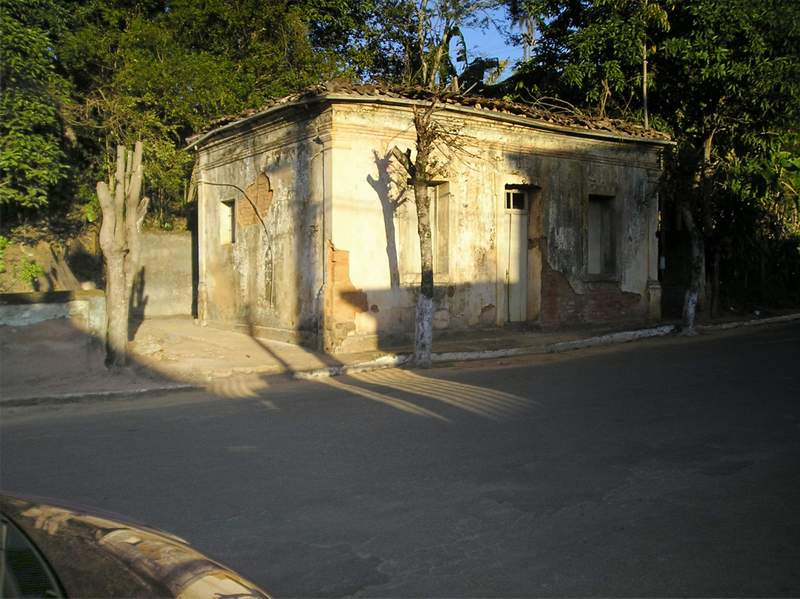
Prédio histórico da antiga Cadeia de Guarará, construído em 1889.

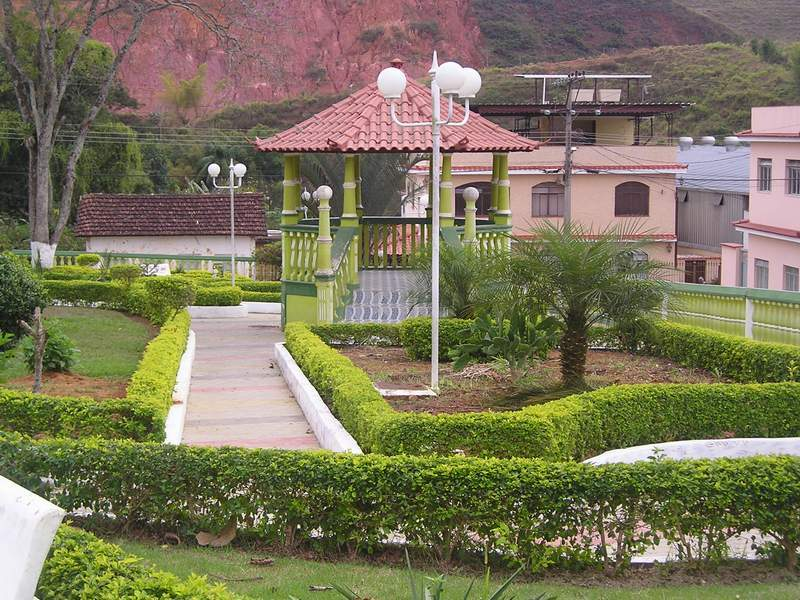
Praça Coronel Afonso Leite, com coreto e paisagismo. Inaugurada em 1916 vem recebendo remodelações ao longo do tempo.

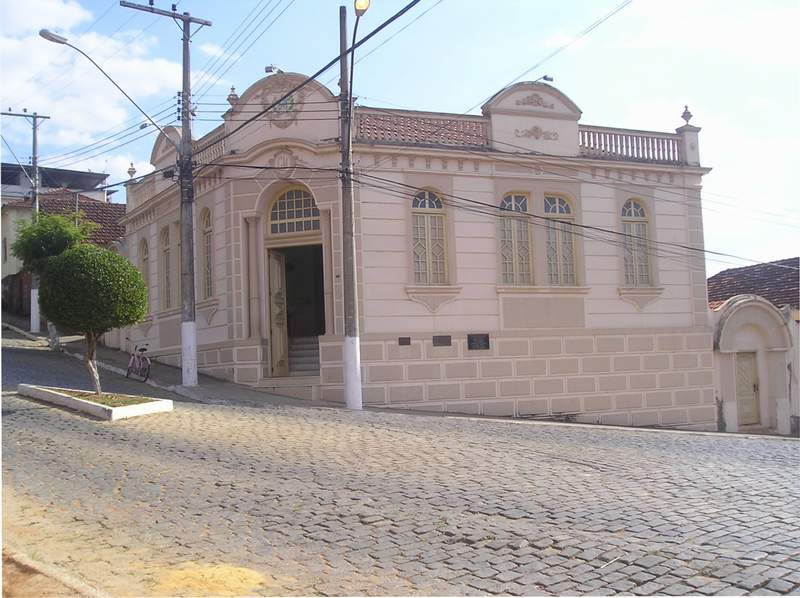
Prédio de arquitetura antiga, onde funciona a Câmara do Município e cuja construção se deve ao Agente Executivo José Vieira Camões. Foi inaugurada em 1925.

## Localização
Está inserido na Zona da Mata Mineira. Guarará ao lado de Bicas; Descoberto; Mar de Espanha; Maripá de Minas; Pequeri; Rochedo de Minas e Senador Cortes, pertence à sub-região de São João Nepomuceno.

## História

### Primórdios
Os dados precisos e concernentes à origem do nome da localidade Guarará, remontam aos aborígenes, todavia são escassos, ficando somente o que se depreende da tradição e, assim mesmo sem informações precisas. Geograficamente a parte do território mineiro onde está inclusa Guarará, oficialmente pertencia à Vila de Barbacena, criada em 14 de agosto de 1791 pelo Governador da Capitania, o Visconde de Barbacena.
Em 4 de outubro de 1818 a câmara de Barbacena recebeu autorização do governador D. Manuel de Portugal e Castro para criar distrito na capela de São João Nepomuceno, no sertão do Rio Novo, com um vasto território que incluía as terras onde hoje é Bicas, Guarará, etc. Desde aí alguns sesmeiros começaram a fixar-se na região, eram eles, entre outros, Domingos Ferreira Marques, Antônio Henrique de Sousa, Antônio Marques Moreira e Manuel de Sousa Ferreira. A região havia deixado a extração de minérios e se voltara para a agricultura e a pecuária, conforme o regime das sesmarias.
Em 20 de julho de 1828, o sesmeiro Domingos Ferreira Marques, inspirado pela esposa Feliciana Francisca Dias Marques, devota do Divino Espírito Santo, doara quarenta alqueires de terra para o patrimônio de uma capela de Aplicação, conforme escritura lavrada em 20 de julho de 1828, perante os testemunhos de João Gomes de Oliveira e Laureano Rodrigues de Queirós. Formou-se o curato e houve a construção de uma pequena capela primitiva em 1830. O curato, foi denominado Curato do Espírito Santo.  Domingos Ferreira Marques, era titular de sesmarias no sertão do Rio Novo, a qual recebeu em doação em 16 de outubro de 1818. Ao redor da capela cresceram as construções das primeiras residências e, com eles, surgiu um povoado/arraial. Os primeiros moradores foram Domingos Ferreira Marques, Gervásio da Silva Pinto, José Antônio de Oliveira, João de Araújo Moreira, Maria Vitória, Maria Joana Ribeiro, comendador José Joaquim Monteiro de Castro, João José Monteiro Bastos, José Pires, José Ferreira Maciel, Manuel José da Silva, Fortunato Ribeiro e Felisberto Henrique de Sousa. Com o crescente desenvolvimento o arraial  passaria, mais tarde, a denominar-se Espírito Santo do Mar de Espanha.
À época a região, inserida no Vale do Rio Pomba, estava sob a jurisdição do município do Pomba, cujo presidente da Câmara era o fazendeiro major Manuel de Oliveira e o vice-presidente era o padre Manuel Antônio Brandão. A região então abarcava um imenso território:

“Todo o vale do Rio Pomba até a sua foz no Paraíba, inclusive Santo Antônio de Pádua (hoje município fluminense) pertencia naquele tempo ao município do Pomba, que contava então com os seguintes distritos: Pomba (sede da vila); Santa Rita do Turvo (Viçosa); Presídio (Visconde do Rio Branco); Ubá; São José do Paraopeba (Tocantins); Santo Antônio do Porto (Astolfo Dutra); Dores do Turvo; Conceição do Turvo (Senador Firmino); Mercês; Bonfim (Aracitaba); São José do Paraíba; Madre de Deus do Angu (Angustura); kágado (Mar de Espanha); Espírito Santo (Guarará); São João Nepomuceno; Conceição do Rio Novo; Descoberto; Tesouro do Feijão Cru (Leopoldina); Santa Rita da Meia Pataca (Cataguases) e São José do Barroso (Paula Cândido).”

Em 1 de abril de 1841, pela lei mineira de nº 202 a povoação de São João de Nepomuceno é desmembrada do Pomba e seu território passou a abranger os seguintes distritos: da sede; Conceição do Rio Novo, Santíssima Trindade do Descoberto, Rio Pardo (Argirita), Espírito Santo (Guarará), Nossa Senhora das Mercês do kágado (Mar de Espanha), São José do Paraíba (Além Paraíba), Nossa Senhora Madre de Deus (Angustura), Porto de Santo Antônio (Astolfo Dutra), Soledade e Santo Antônio do Chiador, São Pedro do Pequeri e Feijão Cru (Leopoldina).
Em 10 de Setembro de 1851, através da lei nº 514, a sede da Vila de São João Nepomuceno é transferida para o Arraial do Kágado. Com isso, os lugares que pertenciam a São João Nepomuceno passam para a jurisdição de Mar de Espanha. Em 3 de novembro do mesmo ano, a câmara municipal da vila do Mar de Espanha reuniu-se pela primeira vez. O Curato do Espírito Santo do Mar de Espanha, que passou a chamar-se Guarará, ficou agregado à vila do Mar de Espanha e com ele os arraiais do Córrego do Meio e das Taboas.
Em 5 de outubro de 1851, pela lei mineira de nº 545, o curato do kágado foi elevado a categoria de paróquia.
Em 27 de Junho de 1859, os moradores do Espírito Santo do Mar de Espanha conseguiram a elevação de Mar de Espanha como município, graças ao projeto do deputado Monteiro de Castro e à influência do comendador Francisco Joaquim de Noronha e outras pessoas influentes. O recém criado município era então composto pelos distritos de São João de Nepomuceno, Conceição do Rio Novo, Santíssima Trindade do Descoberto, Espírito Santo do Mar de Espanha, Piau e Santo Antônio do Aventureiro.
Em 1 de janeiro de 1868, através da Lei nº 1.466, o Curato do Espírito Santo do Mar de Espanha é elevado à categoria de Paróquia, observando as mesmas divisas, com a observação, entretanto, das alterações nele contidas.
Mais adiante pela Lei nº 2034 de 01/12/1873 é criada a Distrito do Espírito Santo do Mar de Espanha. O café constituía a principal fonte de riqueza de nossas terras.

### Desenvolvimento
Não havendo mais o interesse pelas pedrarias, foi a partir da Pecuária e posteriormente da cafeicultura que o território, aos poucos, foi desenvolvendo-se e, já em princípios do século XX, o café se constituía na principal fonte de riqueza da  região. Com a grande produção foi necessária a implantação de estradas para o transporte dos grãos assim em 12 de abril de 1858 foi construída primeira estrada macadamizada no continente, anos depois em 27 de junho de 1869, inaugurou-se a estação de Chiador, da estrada de ferro D. Pedro II, no município de Mar de Espanha, a primeira estação construída em terras de Minas Gerais e em 2 de julho de 1877 os trilhos chegam a Leopoldina. Dois anos depois, em 9 de setembro de 1879, a Mineira inaugura as estações de Bicas e Santa Helena e em 1909 foi construída a  a estrada de ferro ligando Mar de Espanha a São Pedro do Pequeri, pela The Leopoldina Railway Company Ltd., de capital inglês (ela, já pertencente ao governo federal, foi desativada em 1964). Depois, em 1895 foi construída a Ferro Carril Guararense com seus bondes puxados por burros, mas, o que de fato consolidou o desenvolvimento foi a implantação dos trilhos da Estada de Ferro União Mineira (Depois Estrada de Ferro Leopoldina), que passavam pelo local denominado arraial das Taboas, hoje Município de Bicas. O progresso chegou pelos trilhos e alavancou toda a região, fomentando o crescimento econômico. Esta linha fazia o percurso entre as Estações de Barão de Mauá, no Rio de Janeiro e Caratinga. Em 12 de agosto de 1894 a Leopoldina Railway adquiriu União Mineira e administrou a ferrovia até 1975, quando foi absorvida pela Rede Ferroviária Federal, que a administrou até 1983 quando foi suprimida.

### A economia na região
Após o longo período de extração mineral, no período colonial, pela coroa portuguesa e, dado o esgotamento visceral das jazidas, houve-se por bem mudar o rumo das atividades econômicas na região. Ocorreu então as sesmarias, ou seja, a distribuição de terras aos colonos que se tornaram em pouco, grandes fazendeiros. A agricultura foi a saída mais evidente e o café tornou-se uma espécie de ‘’ouro agrário’’, gerando riqueza pra região e elevando seus grandes produtores ao baronato. Assim a região ganhou alguns afamados barões. Entretanto, a partir de 1850, com o fim do  tráfico negreiro, pela lei Eusébio de Queirós, e a necessidade de mão de obra contingencial, começaram a chegar ao Brasil os imigrantes italianos e alemães. A região cresce e se desenvolve até o ano de 1929 quando a ‘’Crise do Café’’ abate-se sobre a economia local, afeta grandemente a produção dos grãos e põe leva à bancarrota a opulência das tradicionais famílias da região. A chamada "elite agrária" ("barões do café") entra em declínio lentamente, perde o prestígio e o poderio na região, aos poucos vai mudando de nomes.
A crise do café, provoca duas coisas irreversíveis; Primeiro a economia volta-se para a pecuária leiteira e com ela a mudança do cenário ecológico, para adaptar-se à nova tendência e segundo o esvaziamento demográfico pela escassez de mão de obra.[carece de fontes?]

### O surgimento do município
Com a proclamação da República, em 15 de novembro de 1889, e a instalação do Governo Provisório republicano, o Presidente  e marechal Deodoro da Fonseca, nomeou para o governo provisório de Minas Gerais, o Sr. Crispim Jacques Bias Fortes  e foi pelo decreto nº 278, de 5 de dezembro de 1890, que o Distrito do Espírito Santo obteve sua emancipação de Mar de Espanha. Em 22 de janeiro de 1891, pelo Decreto Estadual nº 343, a Vila passou a denominar-se "Vila do Guarará". Por proposta do vereador Padre Manoel José Correa, a Vila do Guarará, com território que abrangia Bicas, Maripá, Santa Helena e Forquilha, foi denominada de Vila do Espírito Santo do Guarará, através da lei nº 84 de 06/06/1894. O Município foi emancipado em 5 de dezembro de 1890, mas a então Vila de fato foi instalada em 1 de fevereiro de 1891, na residência, em Guarará, do 2º Barão de Catas Altas (atual escola Ferreira Marques),onde funcionaria a sede administrativa, que compunha do distrito de Guarará, do distrito de Bicas (que estava nascendo) e de Maripá, antigo Córrego do Meio.

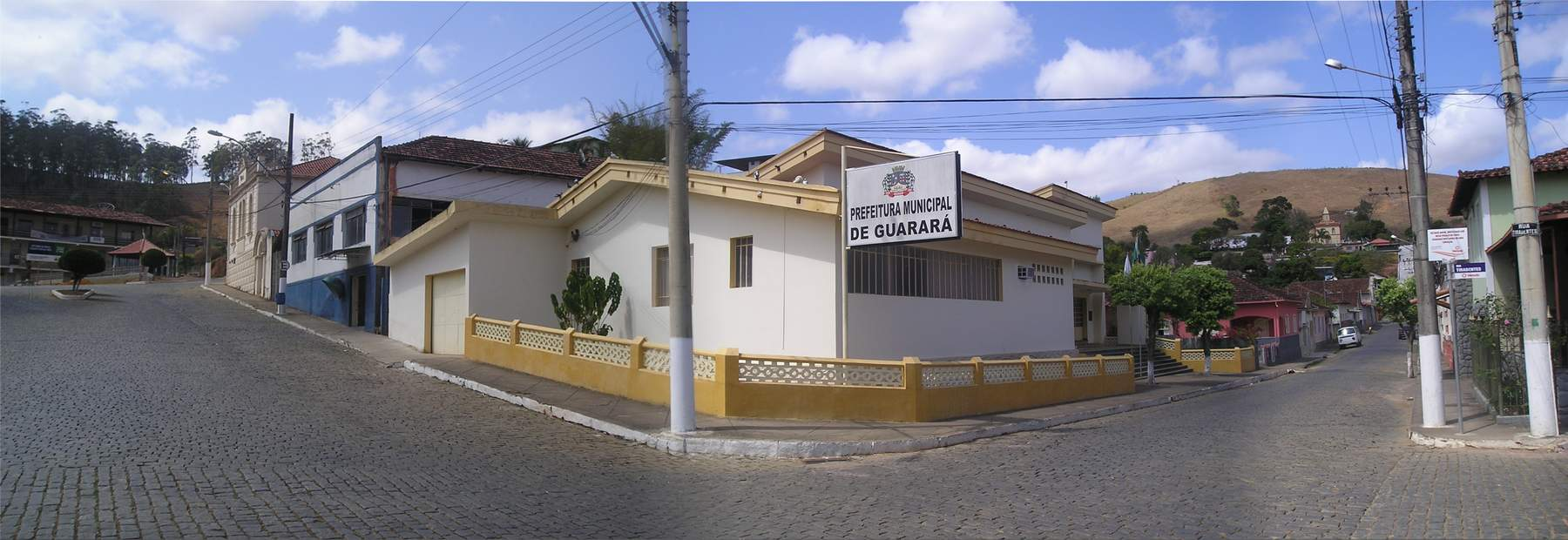
Prédio da Prefeitura Municipal

Alguns décadas depois, o termo Vila do Espírito Santo cai em desuso e o município passa a figurar com o nome definitivo de Guarará.
O 2º Barão de Catas Altas, Antônio José Gomes Bastos, além de ter sido o primeiro (nomeado) Presidente da Intendência Municipal da Vila do Guarará, fora um dos maiores propugnadores de sua criação. Segundo consta em documentos da época, o Conselho da intendência Municipal da Vila do Guarará, funcionava em sua casa e era por ele presidido e a mudança do nome para Guarará, se deve a uma homenagem sua à esposa Clara Rosalina que teria nascido em uma fazenda com este nome. Ao longo dos anos subsequentes de fundação, o município foi governado pelos seguintes líderes: Barão de Catas Altas, Dr. Antero Dutra de Morais, coronel José Ribeiro de Oliveira e Silva, coronel Álvaro Dias, Dr. Emílio Luiz Rodrigues Horta, coronel Francisco de Paula Retto Jr. e coronel Joaquim José de Souza, com várias reeleições, dentre outros nomes.
O topônimo Guarará é de origem indígena, pertencente ao grupo dos Puris e cujo universo macrolinguístico é o Jê. Mas existem divergências quanto ao seu significado; para uns é “tambor usado pelos índios gentios”, para outros como Basílio Caetano (citado por Teodoro Sampaio) queria dizer ou significar “manhoso” ou “investigador” e não vem, como quer parecer, da influência das palavras usadas pelos prováveis silvícolas que habitavam a região. Conta a tradição que, vindos da Região de Barbacena, os primeiros desbravadores, assim a batizaram em referência à sua terra de origem, onde havia um riacho por nome "Guarará" e, por isso, talvez, deram ao local o nome de Espírito Santo do Guarará, em substituição à Espírito Santo do Mar de Espanha, ditado pelo sentimento de emancipação, que aquela época surgia.
E foi graças a intervenção de pessoas ilustres como Vicente Bianco e ao coronel Joaquim José de Souza, seguidos de Aristides Leite Guimarães, do Coronel Álvaro Dias, do 2º Barão de Catas Altas e do jovem José Maria de Oliveira Souza, fundador do jornal O Município que  representando os interesses da região na Assembleia Estadual, conseguiram em 7 de setembro de 1923, através da Lei Estadual nº 843, a criação do Município de Bicas, emancipando-o de Guarará, permanecendo a sede e o Distrito de Maripá. Mais tarde, em 31 de dezembro de 1962, a Lei de nº 2.764 criou o Município de Maripá de Minas, desmembrando-o de Guarará. Ficou Guarará, então, constituído de um único Distrito.

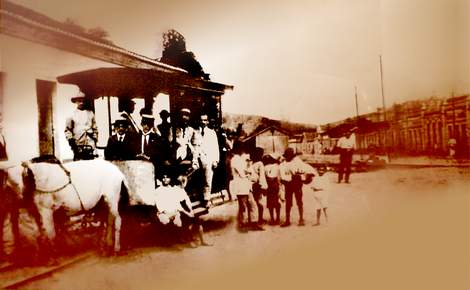
A Ferro Carril Guararense: Empresa de bondes com tração animal que fazia o trecho Guarará-Bicas.

### Famílias tradicionais e/ou antigas
Desde a fundação da Vila do Espírito Santo do Guarará, que contou, em seu princípio com o assentamento na região de colonos vindos de Mariana, de Congonhas do Campo, do Formoso, dos Carijós e das margens dos rios Preto e do Peixe que deram início ao povoamento desta parte da Mata Mineira e depois, mais tarde, com a chegada dos imigrantes italianos, que igualmente se fixaram nesta região, várias famílias tiveram seu nome gravado na história do município e, cuja relevância, a história registra. Algumas destas famílias (em ordem alfabética) são:
Albertoni, Albuquerque, Alvarenga, Alves, Alvim, Andrade, Araújo,[carece de fontes?] Assis, Baião, Barbosa, Barino, Barroso, Barison, Bastos, Bertelli, Binotto, Bordonal, Braga, Brasileiro, Bueno, Carneiro, Carvalho, Cassete, Castro, Casarin, Chagas, Chaves, Cunha, Costa, Dias, Dutra, Ferreira, Ferri,  Fonseca, Gomes, Gouveia, Guimarães, Lamoglia, Leite,  Machado, Marcondes, Marques, Massucato, Matiolli, Matos, Medina, Mendes, Mendonça, Menegale, Meneghelli, Menezes, Morais, Muniz,[carece de fontes?] Oliveira, Pinto, Pires, Polverari,  Rencanati, Retto, Resende, Rezende, Ribeiro, Rocha, Roque, Rossi, Santos, Scabrini, Silva, Silveira, Soares, Sousa, Tavares, Teixeira, Utzeri (Uzeri), Valladão, Vianna, Vieira etc.

### Presidentes da Câmara e Prefeitos

#### Presidente da Câmara
À época o Presidente da Câmara era em verdade o chefe do executivo. Os presidentes da Câmara Municipal de Guarará, desde sua fundação, foram os seguintes:
1. Sr. 2º Barão de Catas Altas, um dos mais ardentes propagadores da criação da Vila. (Presidente da intendência Municipal);
2. Dr. Antero Dutra de Morais (eleito depois senador estadual);
3. Cel. José Ribeiro de Oliveira e Silva, agente executivo – (no período em que o poder executivo era estranho a Câmara cuja presidência era exercida pelo Cel. Álvaro Fernandes Dias;
4. Cel. Álvaro Fernandes Dias;
5. Dr. Emílio Luiz Rodrigues Horta (Medico);
6. Cel. Francisco de Paula Retto Junior;
7. Cel. Joaquim José de Souza, reeleito em mais de 2 triênios com o vice-presidente Cel. Retto Junior.[38]

#### Intendentes, Agentes Executivos e Prefeitos
| Nome do agente executivo                                         |  | Partido      | Nome do presidente da Câmara | Partido | Exercício                 | Exercício |
| 2º Barão de Catas Altas - Intendência Provisória                 |  |              |                              |         | 1891 a 1892               |           |
| Dr. Antero Dutra de Morais                                       |  |              |                              |         | 1892 a 1894               |           |
| Cel. José Ribeiro de Oliveira e Silva                            |  |              |                              |         | 1895 a 1897               |           |
| Cel. Álvaro Fernandes Dias                                       |  |              |                              |         | 1898 a 1900               |           |
| Dr. Emílio Luiz Rodrigues Horta                                  |  |              |                              |         | 1901 a 1904               |           |
| Tte.-Cel. Francisco de Paula Retto Júnior                        |  |              |                              |         | 1905 a 1907               |           |
| Cel. Joaquim José de Souza                                       |  |              |                              |         | 1908 a 1911               |           |
| Cel. Joaquim José de Souza                                       |  |              |                              |         | 1912 a 1915               |           |
| Cel. Joaquim José de Souza                                       |  |              |                              |         | 1916 a 1918               |           |
| José Vieira Camões                                               |  |              |                              |         | 1919 a 1919               |           |
| Cap. Gervásio Evaristo Monteiro de Resende/Cônego Ângelo Resende |  |              |                              |         | 1920 a 1922               |           |
| José Vieira Camões                                               |  |              |                              |         | 1923 a 1927               |           |
| Bertholdo Garcia Machado                                         |  |              |                              |         | 1927 a 1930               |           |
| Juiz Atos Albino de Souza                                        |  |              |                              |         | 1930 1931                 |           |
| Nome do prefeito                                                 |  | Partido      | Nome do vice                 | Partido | Exercício                 | Exercício |
| Bertholdo Garcia Machado                                         |  |              | Cel. Affonso Leite           |         | 1931 a 1946               |           |
| Coronel Affonso Leite                                            |  |              | Marcos de Sousa Rezende      |         | 1947 a 1951               |           |
| Marcos de Souza Resende                                          |  |              | Cel. Affonso Leite           |         | 1951 a 1955               |           |
| Mário Ferreira da Fonseca                                        |  |              | Quintino da Costa Matos      |         | 1955 a 1959               |           |
| Marcos de Souza Resende                                          |  |              | Cel. Affonso Leite           |         | 1959 a 1963               |           |
| Sebastião Costa (Tote)                                           |  |              | Honório José Ferreira        |         | 1963 a 1967               |           |
| Edir Cassetti                                                    |  |              | José Carlos Bignoto          |         | 1967 a 1971               |           |
| Antero Dias da Rocha                                             |  |              | Sebastião Costa (Tote)       |         | 1971 a 1973               |           |
| José Carlos Bignoto                                              |  |              | Edir Cassetti                |         | 1973 a 1977               |           |
| Edir Cassetti                                                    |  |              | Sebastião Costa (Tote)       |         | 1977 a 1983               |           |
| Antero Dias da Rocha                                             |  | PMDB         | Alpheu José Machado          |         | 1983 a 1988               |           |
| Antônio Carlos da Rocha                                          |  | PMDB         | João Batista Sales           |         | 1989 a 1992               |           |
| Alpheu José Machado                                              |  | PMDB         | Lair Silvas                  |         | 1993 a 1996               |           |
| Antônio Carlos da Rocha                                          |  | PMDB         | João Batista Sales           |         | 1997 a 2000               |           |
| Antônio Carlos da Rocha                                          |  | PP           | João Batista Sales           |         | 2001 a 2004               |           |
| Lair Silvas                                                      |  | PSDB         | João Batista Sales Filho     |         | 2005 a 2008               |           |
| Lair Silvas                                                      |  | PRB          | André Luiz Eufrásio          |         | 2009 a 2012               |           |
| André Luiz Eufrásio                                              |  | PL           | João Batista Sales Filho     |         | 2013 a 2016               |           |
| José Maurício de Sales                                           |  | PSDB         | José Pinto Júnior            |         | 2017 a 2020 - 2021 a 2024 |           |
| Célio José Ferraz                                                |  | União Brasil | Milton Cazarim Filho         |         | 2025-2028                 |           |

### Cidadãos de relevância histórica

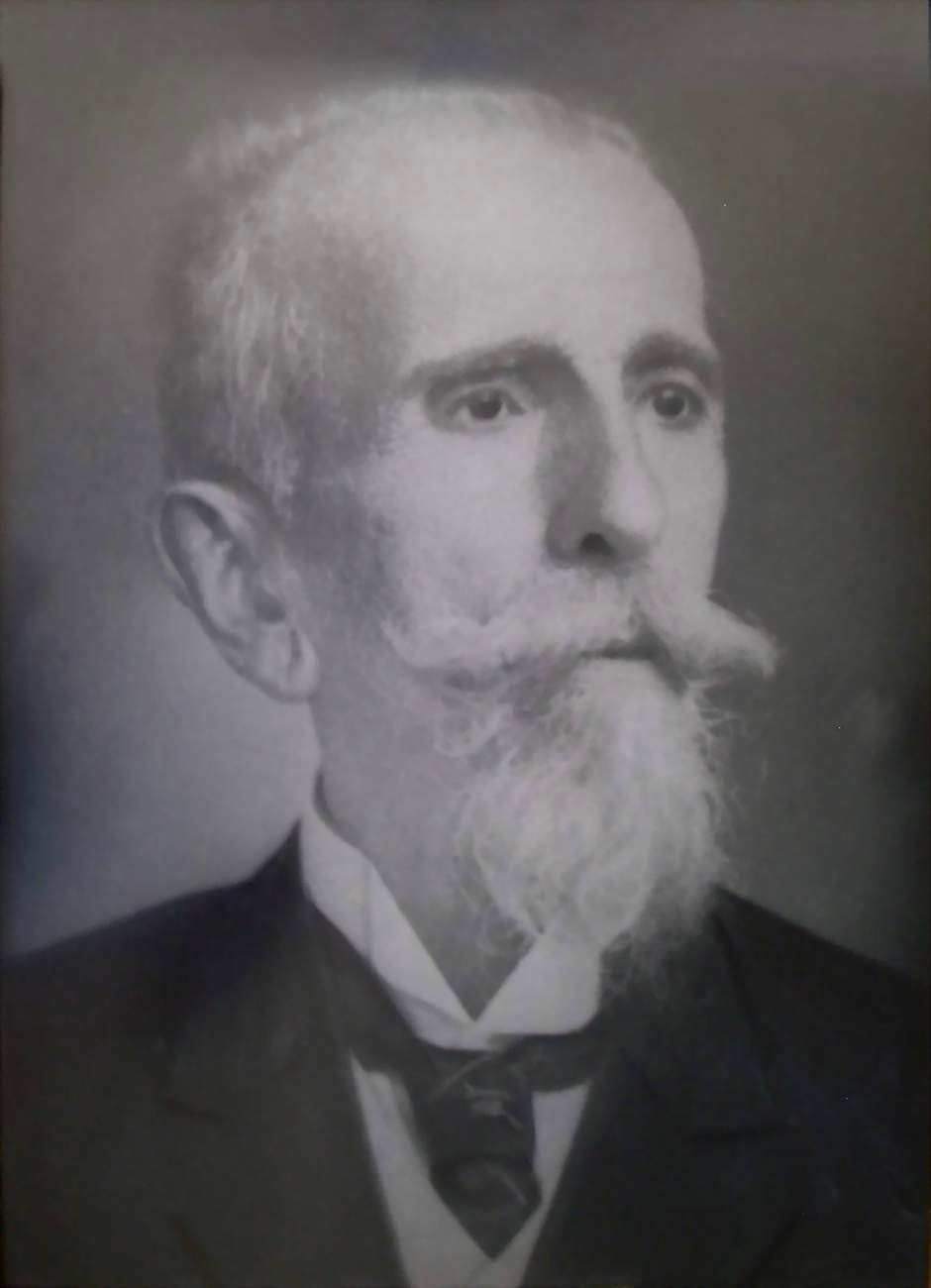
2º Barão de Catas Altas
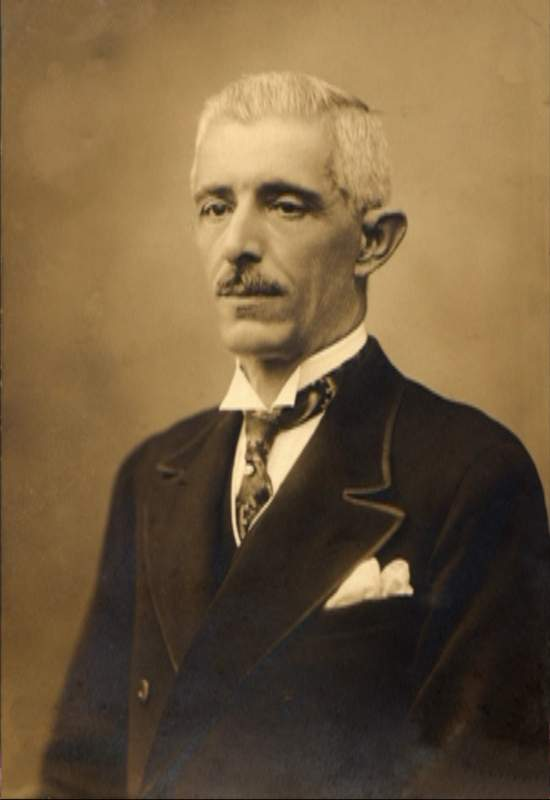
Coronel Affonso Leite
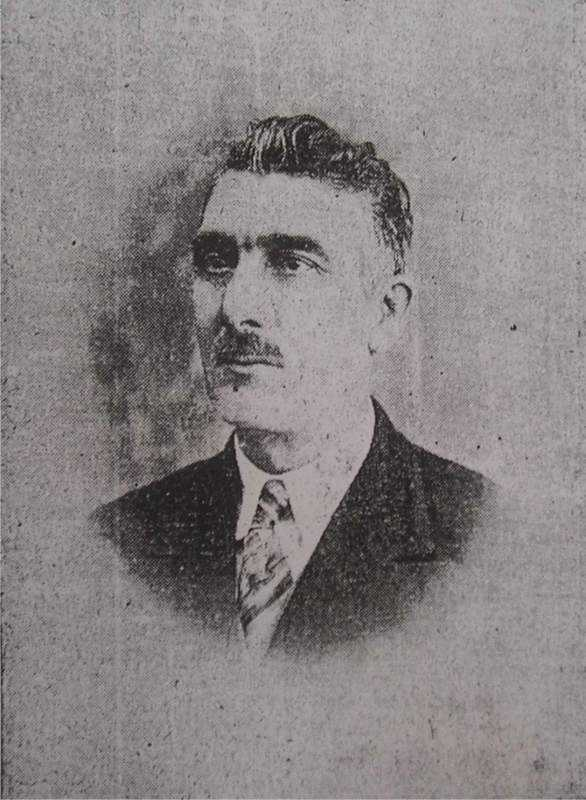
Bertholdo Garcia Machado
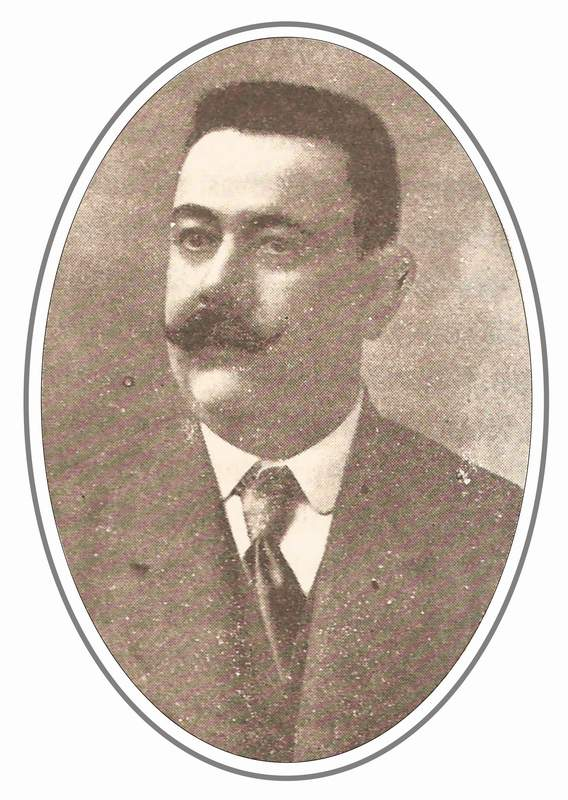
Coronel Joaquim José de Souza

Antônio José Gomes Bastos, o 2º Barão de Catas Altas:
Nasceu em 29 de junho de 1840, no Arraial do Espírito Santo e morreu em 3 de novembro de 1924, em Bicas. Foi um dos mais influentes chefes político da região. Era filho de José Joaquim Gomes (1810-1849) e de Maria Silveria Bastos (1815-1905). Casou-se com Clara Rosalina Baião, a Baronesa de Catas Altas. O título de 2º Barão de Catas Altas ele o recebeu em 23 de dezembro de 1887, nome este originário de Cattas Altas de Noruega,  no distrito de Itaverava no município de Queluz de Minas (hoje Conselheiro Lafaiete). O Barão foi Presidente do Conselho da Intendência da Vila do Guarará.
Clara Rosalina Baião, a Baronesa de Catas Altas:
Clara Rosalina Baião, a Baronesa de Catas Altas, nasceu em Itaverava (MG), em 12 de agosto de 1844 e faleceu em Bicas em 27 de julho de 1920. Era filha de José Francisco Baião e Rosa Angélica Barbosa. Casou-se com o 2º Barão de Catas Altas, em 8 de novembro de 1866.
Bertholdo Garcia Machado:
Político Guararense, exerceu o mandato de Prefeito do Município. Seu filho Milton Machado atuou na representação do cargo de prefeito num dos afastamentos do pai. Milton era genro de Carlos de Barros Carvalhaes, juiz de direito da cidade de Bicas.
Professor Irineu Guimarães:
Nasceu em Guarará, na Forquilha, no dia 7 de abril de 1900 e faleceu em Juiz de Fora em 29 de novembro de 1984. Casado com Selva Muniz Guimarães. Foi professor de inglês, português e reitor do Colégio Granbery, em Juiz de Fora. Grande humanista e educador, escreveu várias obras. Foi, juntamente com Lindolfo Hill, os dois vereadores comunistas da câmara de Juiz de Fora. A ele se deve a criação, em 1973, no município de Guarará, do Instituto Dona Selva com a finalidade de acolher crianças carentes.
Cel. Francisco de Paula Retto Jr:
Nasceu em Guarará em 15 de outubro de 1876 e morreu em 5 de julho de 1925. Político de expressão em toda região, era casado com Josefa Bianco e foi vereador e presidente da Câmara Municipal de Guarará. Exerceu diversos cargos públicos e participou ativamente dos acontecimentos importantes de sua época. Foi juntamente com o Coronel Sousa um dos políticos de maior influência na região a qual bem representou na Câmara estadual, quando, eleito, exerceu o mandato de deputado.[carece de fontes?]
José Teles de Meneses,
que foi um dos responsáveis pela emancipação de Guarará e que ocupou cargos de destaque nos primeiros anos de vida autônoma do município, era natural de Sergipe, nasceu no município de Laranjeiras, em 12 de fevereiro de 1851. Formou-se pela Faculdade de Medicina do Rio de Janeiro em 1878 defendendo a tese Dos bromuretos sua acção physiologica e therapeutica: dissertação. Morreu em 1916, aos 65 anos.
Coronel Álvaro Dias:
O Coronel Álvaro Fernandes Dias foi um político influente no município, desde os idos de 1800 até a década de 1920. Era comerciante de “Secos e Molhados”, proprietário de terras e, na vida pública, foi vereador, presidente da câmara e agente executivo, em Guarará.[65] [carece de fontes?]

## Geografia e topografia
Guarará é compreendida por uma área de 88,73 Km2, atinge uma altitude máxima de 743 m (localizada no Morro da Caieira) e uma altitude mínima de 587 m (localizada na foz do Ribeirão do Espírito Santo), e no ponto central da cidade a altitude é de 560 m. A temperatura compreende uma média anual de 21 C, sendo a máxima anual de 27,9 C e a mínima anual de 15,3 C. O índice médio pluviométrico anual é de 1581 mm. O relevo é em sua grande parte (70%) ondulado, (5%) plano e (25%) montanhoso e faz divisa com os municípios de:
- Maripá de Minas, ao norte
- Mar de Espanha, ao leste
- Mar de Espanha e Pequeri, ao sul
- Bicas, a oeste

## Hidrografia
Os principais rios são o Ribeirão Espírito Santo, o Ribeirão Forquilha e a Bacia Rio Paraíba do Sul. Além disso Guarará é também banhada pelo rio Cágado, que nasce em vários pontos desde a Serra da Mantiqueira, no município de Chácara, capta águas das nascentes em São Pedro, São Manuel, Contendas, Maripá, Saracura e Espírito Santo Santo, até a sua desembocadura no rio Paraibuna, ponto de confluência entre os municípios de Santana do Deserto e Chiador.

## Clima
O clima predominante é o tropical de altitude com verões amenos.O tropical de altitude é típico das áreas elevadas da região Sudeste (cuja predominância se dá nas  partes altas do Planalto Atlântico do Sudeste, estendendo-se pelo norte do Paraná e sul do Mato Grosso do Sul), apresenta temperaturas mais baixas que as registradas nas áreas típicas de clima tropical, com médias registradas entre 15 °C e 22 °C e amplitude térmica anual entre 7 °C e 9 °C e tem sua predominância.
O comportamento térmico é igual ao do clima subtropical já o comportamento pluviométrico é igual ao do clima tropical. Apesar de ocorrerem durante todo o ano, as chuvas se concentram mais no verão devido à ação da massa tropical atlântica. No inverno, as frentes frias originárias da massa polar atlântica podem provocar geadas. Bons exemplos de cidades com clima tropical de altitude são Belo Horizonte, capital das Minas Gerais, Campos do Jordão, em São Paulo e Nova Friburgo, no Rio de Janeiro.

## População e economia
| A contagem da população em 2007 e a demografia de Guarará na microrregião de Juiz de Fora |                          |                          |                          |                          |                          |                          |
| Exercício                                                                                 | 1970                     | 1980                     | 1991                     | 1996                     | 2000                     | 2007                     |
| População residente                                                                       | Urbana \| Rural \| Total | Urbana \| Rural \| Total | Urbana \| Rural \| Total | Urbana \| Rural \| Total | Urbana \| Rural \| Total | Urbana \| Rural \| Total |
| Classificação                                                                             | 1 813 \| 1 055 \| 2 868  | 2 076 \| 763 \| 2 839    | 3 090 \| 724 \| 3 814    | \|______\|______\| 4 092 | 3 538 \| 614 \| 4 152    | \|______\|______\| 4 038 |
|                                                                                           |                          |                          |                          |                          |                          |                          |
| Exercício                                                                                 |                          |                          | 2000                     | 2007                     | 2000/2007                | (%) 2000/2007            |
| Incremento demográfico                                                                    |                          |                          | 4166                     | 4038                     | - 128                    | - 3,07                   |

Dos 4.152 habitantes de Guarará, 3.538 vivem na área urbana e 614 na área rural, sendo que a economia do município gira em torno da:
- Prestação de serviços (responsável por 56% do PIB) e ocupa 42% da mão de obra ativa;
- Agropecuária e extração vegetal e pesca (responsável por 13% do PIB) e ocupa 21% da mão de obra ativa;
- Indústria (responsável por 26% do PIB) e ocupa 29% da mão de obra ativa;
- Comércio de mercadorias (responsável por 5% do PIB) e ocupa 8% da mão de obra ativa.[53]
  - Obs.: Os dados são relativos ao ano de 2002.

### Atividade rural
Com o fim do ciclo do ouro, a pecuária e a agricultura passaram a ser as atividades principais para o desenvolvimento da região. O início foi com o ciclo do café, posteriormente outras culturas também foram inseridas na cultura, como a banana, cana-de-açúcar, feijão, laranja, mandioca, milho e tomate. Na pecuária a principal atuação é na criação de galináceos, seguido de bovinos, coelhos, caprinos,muares, ovinos e suínos.[carece de fontes?]

### Atividade comercial
O comércio de Guarará, ainda em crescimento, oferece os recursos básicos e de qualidade.[carece de fontes?]

## Atrativos e turismo na região
Guarará inserida nos recôncavos da Zona da Mata, esta inclusa no domínio dos Planaltos Cristalinos Rebaixados, entre a serra da mantiqueira e do Vale do Rio Paranaíba do Sul e
faz parte do belíssimo Circuito Turístico, denominado Recanto dos Barões, que compõe-se, além de Guarará, pelas cidades de Bicas, Chácara, Mar de Espanha, Maripá de Minas, Pequeri, Chiador e Senador Cortes, que tiveram seu assentamento e foram se desenvolvendo como centros urbanos, a partir das lavouras de café e os grandes cafeicultores da época, dada a sua relevância, foram agraciados com o título de barão, eram eles os barões de Aiuruoca, de Louriçal,[carece de fontes?] de Itamarandiba, de Catas Altas, de Pontal e o da Conceição. A região é rica em terras férteis e possui abundância de águas e cachoeiras (da bacia do rio Cágado). Possui paisagens admiráveis e um clima campestre ameno e agradável, conservando ainda  os antigos traços e as nuances da Minas Gerais no século XIX, com sua arquitetura riquíssima em exuberância e onde predominava a tranquilidade e o bucolismo. Outro atrativo, em toda a região, está a cargo das antigas igrejas construídas, em boa parte ainda no período colonial. Em Guarará, os prédios da igreja Nossa Senhora do Rosário, da igreja de São Sebastião e da igreja do Divino Espírito Santo, oferecem aos olhos o rigor e o metodismo destas antigas construções. A igreja do Divino Espírito Santo, por exemplo, teve sua obra de construção iniciada em 1842 e concluída em 1852, sendo que o altar-mor, teve sua construção no ano de 1857.
O pequeno município destaca-se pelo casario histórico e colonial e por fazendas, que retratam a vida pacata do interior mineiro. No centro histórico da pequena cidade, o pequeno Museu e a Igreja do Divino Espírito Santo (padroeiro da cidade) são pontos de referência. As festas religiosas seguem a tradição do estado e são tradicionais na cidade os festejos da Semana Santa, a Festa de Nossa Senhora do Rosário, em outubro. e as tradicionais festas de São Sebastião, no final de janeiro e as festas do Padroeiro Divino Espírito Santo, 50 dias após a Páscoa, que ocorrem em comemoração ao Dia de Pentecostes.

### Patrimônio histórico
Algumas das construções ainda existentes em Guarará datam do século XIX, uma delas era o antigo prédio que servia de cadeia da localidade (que veio a ruir).

### Memória histórica
- A Ferro Carril Guararense

Faz parte da memória histórica de Guarará a empresa denominada  o bonde, da Ferro Carril Guararense, que fazia a ligação entre os municípios de Guarará (sede da empresa) e Bicas. A empresa foi criada em 1898 e funcionou até 1923. Os bondes eram puxados por burros e  fazia toda a extensão desde Guarará até o Centro de Bicas seguindo pela via onde hoje (em Bicas) este trecho é denominado de Rua do Bonde.[carece de fontes?]

## Educação, esporte, cultura e lazer

### Educação
Guarará possui o ciclo básico e médio de ensino, além disso a Prefeitura oferece transporte gratuito para alunos do ensino superior com destino a Juiz de Fora e oferece ciclos de cursos profissionalizantes (a exemplo do Projeto Cidadão Digital.

### Esporte
Guarará possui um Estádio Municipal e seu principal time de futebol, o Guararense Futebol Clube. Realiza campeonatos regulares da Liga Amadorista de Futebol.[carece de fontes?]

### Meios de comunicação
Guarará, no passado dispôs de dois grandes jornais que, a seu tempo, ilustraram grandemente as informações do município e região, eram eles o Gazeta de Guarará  e O Guarará, hoje a cidade dispõe de dois meios de comunicação expressos, sendo eles:
- Jornal Voz de Guarará com circulação mensal que traz, além de notícias e informações diversas, os atos oficiais do município e
- a emissora de radiofrequência Cidadania 98,7 FM [64][65]

## Religião
A religião predominante em Guarará é o Catocisimo Romano.[carece de fontes?]

## Bairros
- Centro
- Nossa Senhora Aparecida
- Chácara
- Mundo Novo
- Bairro do Rosário
- Bairro São Paulo
- Bairro Areal
- São Joaquim

## Transporte

### Transporte rodoviário
As principais rodovias de acesso ao município são as BR-040 e BR-267, sendo que o município é servido com transporte rodoviário direto até Juiz de Fora, Leopoldina, Cataguases, Rio de Janeiro, Petrópolis, Vitória-ES, Nanuque, Manhuaçu, Campos-RJ e Recreio. Sendo que, em alguns casos (que serão melhor explicitados) o embarque deverá ser efetuado no município de Bicas.
O Município é servido pela Rodovia MG 126 que passa por seu território ao ligar as cidades de Mar de Espanha a São João Nepomuceno.

### Transporte urbano
Guarará dispõe de uma única linha de ônibus urbano, a cargo da Viação Santos.
Esta linha funciona com horários regulares (conforme tabela ao lado) interligando alguns bairros do município, no transcurso de seu itinerário, e prosseguindo até o município de Bicas, por toda a extensão da área central até o bairro Santa Teresa.